# Knott County
Knott County is een county in de Amerikaanse staat Kentucky.
De county heeft een landoppervlakte van 912 km² en telt 17.649 inwoners (volkstelling 2000). De hoofdplaats is Hindman.